# Doug French
Douglas „Doug“ French (* 1935 in Liverpool) ist ein ehemaliger englischer Snookerspieler, der nach einigen Erfolgen als Amateur von 1981 bis 1987 sowie von 1991 bis 1993 Profispieler war. In dieser Zeit erreichte er die Halbfinal-Gruppenphase des International Masters 1984.

## Karriere
French wurde in Liverpool geboren. So wurde er ein fester Bestandteil der Snookerszene von Merseyside und gewann mehrfach die Merseyside Open. Zudem nahm er ab 1960 regelmäßig an der English Amateur Championship teil, in den 1970ern kamen noch die Pontins Spring Open und die Pontins Autumn Open dazu. Bei diesen drei Turnieren konnte er insbesondere in den 1970ern gute Ergebnisse erzielen. 1971 erreichte er bei der English Amateur Championship sogar das Endspiel um die britische Meisterschaft, unterlag aber Jonathan Barron. Trotz dieser Erfolge wurde French erst 1981 Profispieler. Als Profi schaffte er es aber auch nicht, an seine Amateur-Erfolge anzuknüpfen.
Fast immer schied er früh aus. Sein einziger großer Erfolg war eine Halbfinalteilnahme beim International Masters 1984. So schaffte er es auch nicht, sich auf der Weltrangliste zu platzieren, ehe er 1987 seinen Profistatus verlor. Danach bzw. für die Zeit danach nahm er einige Male an Qualifikationsturnieren teil, allerdings ohne großen Erfolg. Als die Profitour 1991 für alle Spieler geöffnet wurde, probierte French nochmal sein Glück, verlor fast aber jedes Spiel. Platziert auf Rang 426 der Weltrangliste, beendete er 1993 seine Profikarriere.

## Spielweise
French war bekannt für eine sehr offensive Spielweise, insbesondere für seine regelmäßigen Versuche, lange Bälle zu lochen. Zudem war er gut im Breakbuilding.

## Erfolge (Auswahl)
| Ausgang         | Jahr | Turnier                              | Finalgegner     | Ergebnis |
| --------------- | ---- | ------------------------------------ | --------------- | -------- |
| Amateurturniere |      |                                      |                 |          |
| Sieger          | 1971 | English Amateur Championship – North | Ray Edmonds     | 6:4      |
| Zweiter         | 1971 | English Amateur Championship         | Jonathan Barron | 9:11     |
| Zweiter         | 1974 | English Amateur Championship – North | Ray Edmonds     | 3:6      |